# Păulești (Prahova)
Păuleşti é uma comuna romena localizada no distrito de Prahova, na região de Muntênia. A comuna possui uma área de 53.98 km² e sua população era de 5233 habitantes segundo o censo de 2007.